# Грамин Банк
„Грамин Банк“ (на бенгалски: গ্রামীণ ব্যাংক, буквално Селска банка; Banking for the Poor) е микрокредитна финансова институция, основана на принципите на взаимно доверие и солидарност (заеми без финансово обезпечение) от бангладешкия икономист професор Мухамад Юнус през 1983 г. Седалището на банката е в столицата гр. Дака.
За усилията на „Грамин Банк“ в борбата с бедността и за насърчаване на икономическото и социалното развитие на най-ниско обществено равнище банката, заедно с нейния основател професор Мухамад Юнус, е удостоена с Нобелова награда за мир за 2006 г.